# 特別区議会議長会
特別区議会議長会（とくべつくぎかいぎちょうかい）は、東京都にある特別区（東京23区）の議長と、特別区競馬組合議会議長と、東京23区清掃一部事務組合議会議長によって組織された団体である。

## 沿革・活動
1947年8月に発足。
これまで区長公選の実現、事務事業の移管、財政自主権の拡大など、特別区の自治権拡充等に大きな役割を果たしてきた。特に、都区制度改革と分権改革が実現した平成12年4月以降、特別区の権能が拡大され、各区議会の役割がより重要になってきた中で、議長会活動も新たな局面を迎え、平成13年6月、地方自治法上の全国的連合組織である「全国市議会議長会」に加入し、全国の各市議会と連携しつつ、地方自治の発展に努めていくこととなった。現在は、特別区議会に共通する課題についての調査研究及び情報収集・交換や、国・都その他の関係機関への要望などを中心として活動している。

## 事務所の所在地
- 東京都千代田区飯田橋三丁目5番1号

## 役員
会長：田中としかね（文京区）
副会長：木内清（墨田区）
会計監事：ゆうきくみこ（港区）
参与：藤井たかし（練馬区）
幹事：桑原ようへい（新宿区）
　　　名取ひであき（北区）
　　　宮澤宏行（目黒区）
　　　木下広（豊島区）
　　　山本香代子（江東区）